# Bartomeu Calderón Font
Bartomeu Calderón Font fou un activista republicà català. Milità en el sector més extremista del Partit Republicà Radical i fou secretari personal d'Emiliano Iglesias Ambrosio, alhora que col·laborava a les planes d'El Progreso.
Durant els fets de la Setmana Tràgica de Barcelona (juliol-agost de 1909), sembla que va fer d'enllaç entre Francesc Ferrer i Guàrdia i Emiliano Iglesias. El 22 d'octubre de 1909 va anar a París a defensar la seva actuació davant el consell de guerra que li van fer a la seu de La Guerre Sociale a proposta d'Antoni Fabra i Ribas degut a les acusacions de Miguel Villalobos Moreno.